# Sörkörare

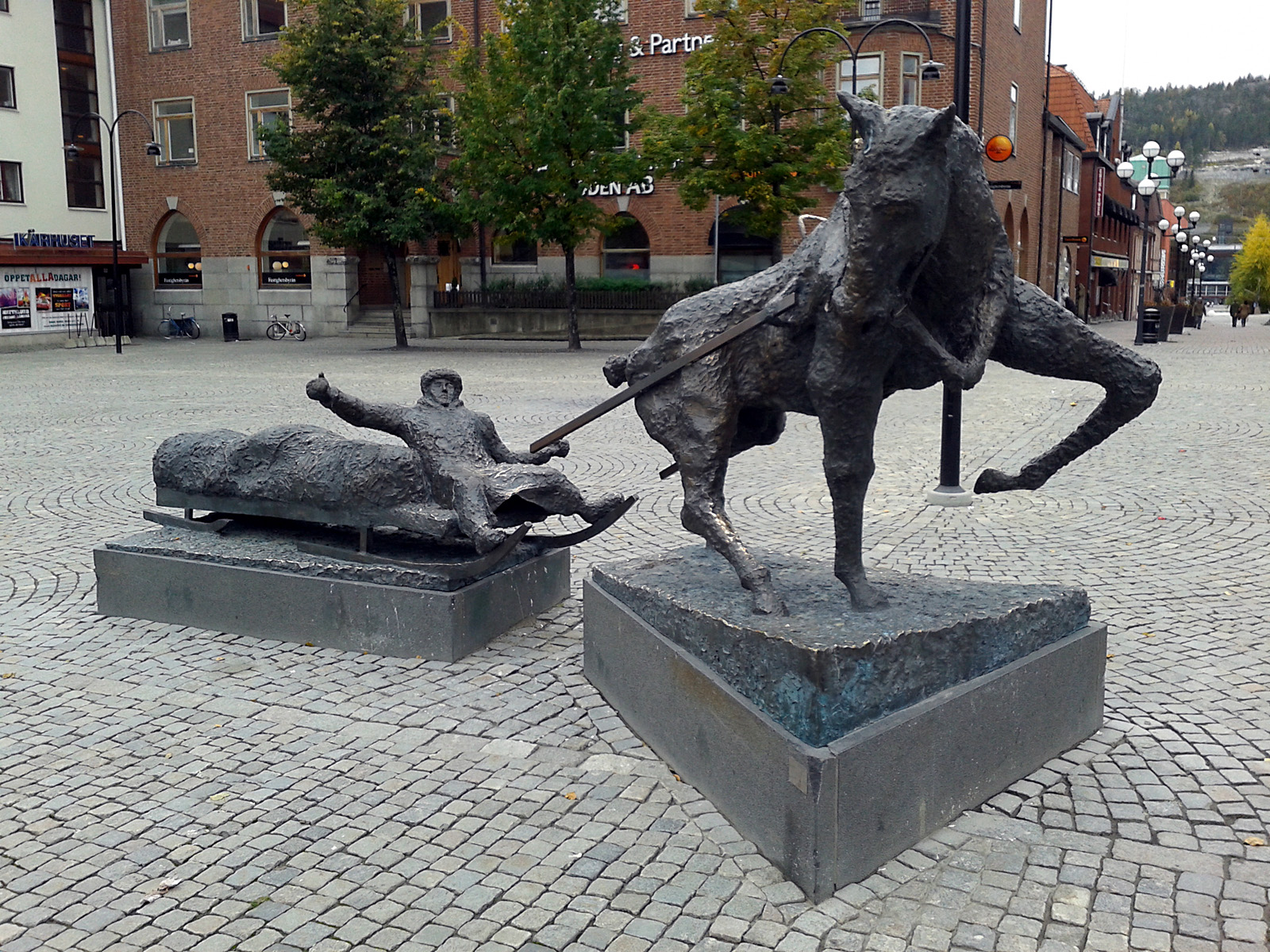
Sörköraren, skulptur i Örnsköldsvik av Asmund Arle.

Sörkörare var bönder från södra och mellersta Norrland som vintertid bedrev forkörning söderut för att avyttra egna varor såsom skinn, skogsfågel, hantverk och lärft. Färderna gick främst till Bergslagen och Mälardalen men ibland så långt som till Norrköping.